# Braulio Barreto
Braulio Antonio Barreto Pacheco (Machiques, estado Zulia, 20 de marzo de 1929-Caserío San Ignacio, Distrito Zamora , estado Falcón, 9 de agosto de 2020) conocido como Barretico, fue un policía venezolano de la Dirección de Seguridad Nacional (SN), responsable de varios crímenes durante la dictadura del general Marcos Pérez Jiménez en Venezuela.

## Biografía
Barreto prestó servicio militar adscrito a la Policía militar del Ejército de Venezuela. Ingresó el 1 de abril de 1951 a la Dirección de Seguridad Nacional como motorizado y pidió transferencia a la Sección Político-Social. Funcionario de confianza de Pedro Estrada, se le señaló de participar en torturas a detenidos.
También fue señalado de haber participado el 24 de febrero de 1953 en el homicidio del capitán (Ej.) Wilfrido Omaña en Los Chaguaramos, quien se enfrentó de manera armada contra una comisión de la Seguridad Nacional, dejando heridos a varios funcionarios. Se le acusó de asesinar el 11 de junio de 1954 al teniente (Ej.) León Droz Blanco en Barranquilla, Colombia de un disparo a mansalva por la espalda. Droz Blanco,miembro de movimientos comunistas había participado días antes en un pronunciamiento militar en contra del gobierno de Marcos Pérez Jiménez . Barreto fue detenido por la Policía Colombiana quedando luego en libertad por gestiones del entonces cónsul de Venezuela. Ese mismo mes de junio asesina a Antonio Pinto Salinas, dirigente de Acción Democrática para ese momento.
Luego de la caída de la dictadura el 23 de enero de 1958, es detenido en la víspera de los carnavales en Caracas el año 1958 y es enjuiciado junto a otros funcionarios del extinto cuerpo policial. Pasado a la Penitenciaria de San Juan de Los Morros por el homicidio de Antonio Pinto Salinas, el 14 de abril de 1961, el Juzgado Segundo de Instrucción en lo Penal le dicta auto de detención por el homicidio de León Droz Blanco pero el caso quedó paralizado hasta que en 1968, se reabrió el proceso. 
Purgó 21 años en prisión, luego de este tiempo Barreto fue condenado a 18 años de presidio por el crimen cometido en Barranquilla. Esto ocurrió en febrero de 1979 y la sentencia incluyó un año adicional por el delito de bigamia pues Barreto que estaba casado con Carmen Victoria Suárez Pérez, había contraído matrimonio mientras estaba en prisión con Constanza Jiménez. Trabajó en Impresos Urbina entre 1984 y 1998. El año 2009, vivía en el estado Falcón. Autor de sus memorias en tres volúmenes: “Confesiones un Esbirro” (1982), “Bajo el terror de la SN” (1984) y “La Sombra del Terror” (1998). Falleció el 9 de agosto de 2020 en Cuñare  estado Falcón víctima de un accidente cerebrovascular (ACV).